# Litsea maingayi
Litsea maingayi är en lagerväxtart som beskrevs av Joseph Dalton Hooker. Litsea maingayi ingår i släktet Litsea och familjen lagerväxter. Inga underarter finns listade i Catalogue of Life.